# Fingerfarbe

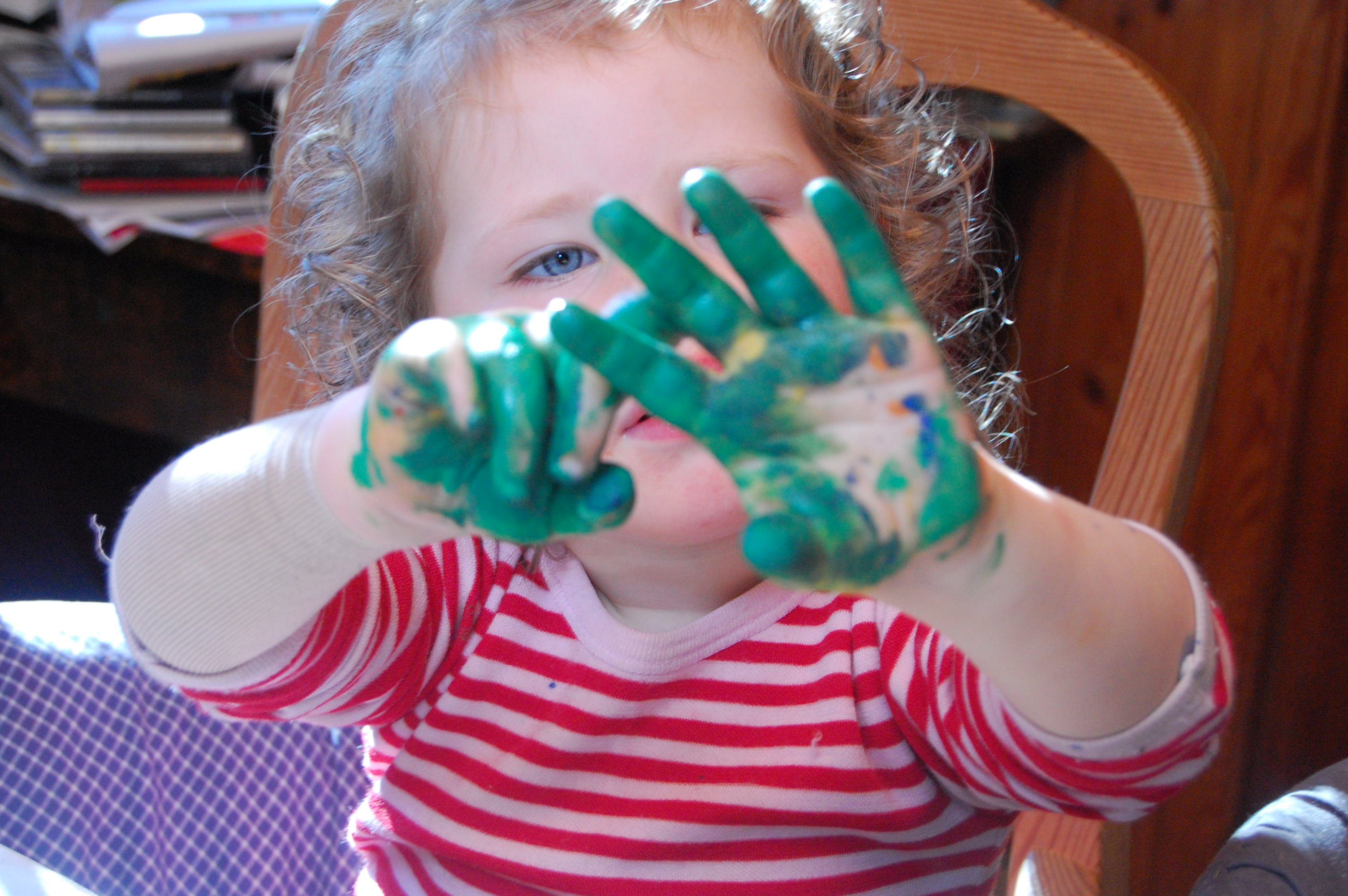
Kinderfinger mit Fingerfarbe

Fingerfarben (auch Fingermalfarben) ermöglichen es beispielsweise Kindern, mit Fingern, Händen oder Füßen Bilder zu malen. Die ersten Farben, die häufig bei Babys benutzt werden, sind selbst hergestellte Mehlfarben.

## Beschaffenheit
Sie bestehen aus organischen Farbstoffen oder Pigmenten, Wasser, Füllstoffen und Bindemitteln. Durch das Beimischen von Konservierungsstoffen werden die Farben haltbar gemacht. Die Zugabe von Bitterstoffen soll die orale Aufnahme durch Kinder weitgehend verhindern. Die Stoffe sind weitgehend ungefährlich. Da jedoch nicht überall so strenge Richtlinien gelten wie zum Beispiel in Deutschland, können in importierten Fingerfarben unter Umständen auch gesundheitsschädigende Schwermetalle wie Cadmium oder Chrom enthalten sein. Die Bestandteile von Fingerfarben regelt die Europanorm DIN EN 71-7.

## Positive Eigenschaften
Fingerfarben erlauben multisensorische Erfahrungen und haben positive Auswirkungen auf Kinder.
- Sie fördern die Hand- und Fingermuskeln.
- Sie sprechen mehrere Sinne an, da sie gesehen, gerochen, berührt, gefühlt und in einigen Fällen gegessen werden können.
- Kinder können viel über das Mischverhalten der Farben lernen.
- Fingerfarben regen die Phantasie an und fördern Ideen.
- Gefühle können über Fingerfarben zum Ausdruck gebracht werden.